# Атака дронов на базу Черноморского флота в Новороссийске
Атака морских дронов на базу Черноморского флота ВМФ России в Новороссийске произошла 4 августа 2023 года в ходе российского вторжения в Украину. Минобороны России заявило об успешном отражении атаки, но в тот же день в интернете появились видео с повреждённым российским десантным кораблем «Оленегорский горняк». Согласно данным издания «Украинская правда», произошедшее было совместной операцией СБУ и ВМС Украины.

## Предыстория
Не смотря на то, что во время войны с Россией Украина оказалась практически без крупных кораблей своего флота, украинские силы неоднократно атаковали российские корабли с помощью ракет и морских дронов. Так, 24 марта 2022 года ВСУ, нанеся удар ракетами Точка-У по оккупированному порту в Бердянске, потопили БДК «Саратов» и повредили десантные корабли «Цезарь Куников» и «Новочеркасск». 13 апреля 2022 года ударом украинских ракет был потоплен флагман российского Черноморского флота крейсер «Москва». 29 октября 2022 года украинские морские дроны впервые атаковали российский флот в Севастополе, в результате чего был поврежден «Адмирал Макаров» и ещё двое кораблей. 18 ноября 2022 года российские каналы сообщили об атаке морским беспилотником нефтегавани в Новороссийске.
В мае 2023 года украинский дрон атаковал российский разведывательный корабль «Иван Хурс», после чего  в течение лета 2023 года до атаки на Новороссийск (главный российский порт на Чёрном море и военно-морскую базу российского Черноморского флота) украинские дроны ещё трижды пытались атаковать российские корабли. Но из всех этих атак первым достоверно поражённым кораблем оказался именно БДК «Оленегорский горняк».
В июле 2023 года украинские морские дроны успешно атаковали и Крымский мост. Затем, после окончания действия зерновой сделки и начавшихся атак на украинские порты Украина официально заявила о военной опасности для судоходства в районе российских портов.

## Ход событий
В ночь на 4 августа 2023 года украинские дроны атаковали базу российского Черноморского флота в Новороссийске. Утром 4 августа российские телеграмм-каналы писали о стрельбе и взрывах в бухте Новороссийска. Минобороны России  заявило об успешном отражении атаки двух морских беспилотников, утверждая что «безэкипажные катера были визуально обнаружены и уничтожены огнём из штатного вооружения российских кораблей». Мэр Новороссийска Андрей Кравченко утверждал, что экипажи десантного корабля «Оленегорский горняк» и противодиверсионного катера «Суворовец» «моментально среагировали» и «помогли избежать последствий» атаки дронов, а губернатор Краснодарского края Вениамин Кондратьев заявил, что атака была безрезультатной — после неё не было ни повреждений, ни пострадавших.
При этом журналисты издания The Insider отмечали, что на опубликованном видео (снятом камерой самого атаковавшего корабль дрона) не видно, чтобы по беспилотнику вёлся огонь.
Собеседники украинских журналистов в СБУ утверждали, что в результате атаки корабль получил серьёзную пробоину, после которой он не сможет выполнять свои боевые задачи. Сразу после атаки корабль не мог передвигаться своим ходом, поэтому он двигался с помощью буксира, имея при этом сильный крен на левый борт.

## Версии об использованном оружии
В июле 2023 года за неделю до атаки на Новороссийск телеканал CNN выпустил сюжет с засекреченной базы украинских сил на побережье Чёрного моря, где были показаны украинские морские беспилотники. Тогда же, в конце июля 2023 года, украинская компания Спецтехноэкспорт на международной выставке вооружений в Турции представила свою новейшую разработку — морской дрон MAGURA V5. По внешнему виду дрон, показанный в репортаже CNN, полностью соответствовал показанному на выставке дрону MAGURA V5. Военные Украины тогда сообщили американским журналистам, что  эти дроны используются для атак на российские корабли в Чёрном море. Официально ВМС Украины эту информацию не подтверждали.
CNN приводила основные  технические характеристики этого дрона: общая масса около 1000 кг; масса взрывчатки, которую может нести дрон, — до 300 кг; дальность действия — 800 км; максимальная скорость — 80 км/ч. Журналисты сравнивали массу боевого заряда дрона с российской торпедой ТЭ-2, несущей 250 кг взрывчатки. Управляется дрон с помощью радио- или спутниковой связи, также он имеет на борту видеокамеру, передающую изображение онлайн.

## Реакция

### Украина
Официально Украина не брала ответственность за атаку в Новороссийске, но 4 августа в вечернем обращении к украинскому народу президент Украины Владимир Зеленский поблагодарил СБУ за «возвращение войны назад — государству-агрессору».

### Россия
После сообщений Минобороны РФ об успешном отражении украинской атаки ряд российских провоенных Telegram-каналов поспешил повторить их на своих ресурсах. Однако после публикаций видео атаки с бухты Новороссийска в телеграм-канале «ZАПИСКИ VЕТЕРАНА» появился грустный пост: «Когда в МО заявляют, что все морские беспилотники, которые атаковали военно-морскую базу в Новороссийске, были уничтожены, и всё хорошо, а через несколько часов появляются кадры с украинской стороны, как один из якобы уничтоженных морских беспилотников поражает наш корабль, а чуть позже появляются кадры, как этот корабль с креном буксируют в порт, это как? На что рассчитывали?». Российский военкор Алексей Живов, обращаясь к Минобороны, задавался вопросом: «зачем вечно врать, чтобы хохлы потешались над нами?».

## Последствия
Телеграм-канал «Крымский ветер» сообщал о повреждении нефтяного терминала Каспийского нефтяного консорциума. Однако согласно заявлению Каспийского трубопроводного консорциума, осуществляющего транзит нефти с нефтяных месторождений запада Казахстана  и российской части Каспийского моря к нефтяным терминалам в порту Новороссийска, его инфраструктура не пострадала в результате атаки, а отгрузка нефти продолжилась в штатном режиме.

## Оценки
Военный обозреватель Би-би-си Павел Аксёнов отмечал, что атака на Новороссийск произошла вскоре после окончания действия «зерновой сделки». При этом ранее Россия обвиняла Украину в использовании кораблей-зерновозов для запуска боевых дронов, однако, по мнению Аксёнова, эта атака показала, что Украине не требуются вспомогательные корабли для запуска своих боевых дронов, и их дальности хватает для достижения практически любого участка Чёрного моря.
Журналисты отмечали, что 18, 20 и 23 июля Россия совершала атаки по Одессе и Черноморску, при этом Минобороны РФ заявляло, что наносились удары по объектам, «где готовились террористические акты… с применением безэкипажных катеров», а также «по местам их изготовления и хранения», причём, по заявлению российских сил, «все цели были уничтожены», но все эти действия это не помешали осуществить атаку на Новороссийск.
В то же время Павел Аксёнов говорил, что ВМФ РФ не должен сильно ослабнуть от этого удара, потому что «Оленегорский горняк» предназначен для высадки десанта, а Россия, очевидно, оставила намерения осуществить десантную операцию на украинском побережье, так как уже давно их не демонстрировала.